# Laciniodes
Laciniodes is een geslacht van vlinders van de familie spanners (Geometridae), uit de onderfamilie Larentiinae.

## Soorten
- L. conditaria Leech, 1897
- L. denigrata Warren, 1896
- L. electaria Leech, 1897
- L. plurilinearia Moore, 1867
- L. pseudoconditaria Sterneck, 1928
- L. stenorhabda Wehrli, 1931
- L. umbrosus Inoue, 1983
- L. unistirpis Butler, 1878